# Яннакис, Панайотис
Панайо́тис Янна́кис (греч. Παναγιώτης Γιαννάκης; р. 1 января 1959, Никея, Аттика) — греческий профессиональный баскетболист и баскетбольный тренер.
- Как игрок — чемпион Европы 1987 года и вице-чемпион Европы 1989 года, чемпион Средиземноморских игр 1979 года, серебряный призёр чемпионата Европы (до 16 лет) 1975 года, победитель Евролиги 1996 года (с клубом «Панатинаикос») и обладатель Кубка Европы 1993 года (с клубом «Арис»), семикратный чемпион Греции (все — с «Арисом») и семикратный обладатель Кубка Греции (6 раз с «Арисом» и 1 раз с «Панатинаикосом»). Член Зала славы ФИБА с 2021 года[2].
- Как тренер — чемпион Европы 2005 года и вице-чемпион мира 2006 года, обладатель Кубка Греции и финалист Евролиги 2010 года (с клубом «Олимпиакос»), финалист Евролиги ФИБА 2003/2004 (с клубом «Марусси»).

## Игровая карьера
Панайотис Яннакис, уроженец аттического города Никеи, начал свою спортивную карьеру в местном клубе «Ионикос», за который продолжал выступать до 1984 года. К этому моменту он зарекомендовал себя как один из лучших баскетболистов Греции: в 1976—1978 годах он выступал за молодёжную сборную этой страны, а в 20 лет, в 1979 году, уже играл в «основе» национальной сборной на чемпионате Европы и выиграл с ней баскетбольный турнир Средиземноморских игр после победы над командой Югославии (счёт в финале был 85:74 в пользу греков, а Яннакис набрал 34 очка). В сезоне 1979/80 годов Яннакис стал лучшим бомбардиром чемпионата Греции с результатом 36,5 очка за игру, опередив дебютировавшего в «Арисе» Никоса Галиса, который закончил год с 33 очками за матч.
В 1981 году Яннакис провёл свой самый результативный матч за карьеру: в игре против «Ариса» он принёс «Ионикосу» 73 очка (Галис, игравший за соперников, набрал 62 и привёл свою команду к победе со счётом 114:113). В 1984 году «Арис» выкупил у «Ионикоса» права на Яннакиса за 40 миллионов драхм. В первый же совместный сезон Галиса и Яннакиса команда сделала «дубль», выиграв и чемпионат, и Кубок Греции. В следующие семь лет «Арис» завоевал ещё шесть чемпионских титулов и пять кубков. На международной арене клуб три раза подряд (в 1988, 1989 и 1990 годах) выходил в Финал четырёх Кубка европейских чемпионов, хотя ему ни разу не удалось пробиться в финал. На чемпионате Европы 1987 года, проходившем в Греции, Галис и Яннакис, объединив усилия с центровым Фасуласом и форвардом Христодулу, одержали сенсационную победу, последовательно победив югославскую и советскую сборную. Через два года греки во второй раз подряд играли в финале чемпионата Европы, но и на этот раз чемпионами стали хозяева соревнований — югославы.
В сезоне 1992/93 года «Арис», перед этим впервые за восемь лет не сумевший выиграть чемпионат Греции и расставшийся с перешедшим в «Панатинаикос» Галисом, выступал не в Кубке чемпионов, а в Европейском кубке ФИБА (бывший Кубок обладателей кубков). Именно в этом соревновании клуб сумел завоевать первый европейский клубный титул, победив в финале с рекордно низким счётом 50:48 турецкий «Эфес Пильзен». После этого и Яннакис покинул команду, перейдя в «Паниониос». Через год он подписал контракт с «Панатинаикосом», в котором провёл два заключительных сезона своей долгой карьеры. Он завершил её выигрышем в составе «Панатинаикоса» Евролиги 1995/6 года (первый титул этого ранга для греческих клубов) и участием в составе сборной Греции в баскетбольном турнире Олимпиады в Атланте.

## Статистика выступлений

### Сборная Греции
| ЧЕ 1979                                                                                 | 7  |      |       |      |       |      |      |      |       |      |     |     |     |     |     |     |     | 1,6 | 52  | 7,4  |
| ЧЕ 1981                                                                                 | 7  |      |       |      |       |      |      |      |       |      |     |     |     |     |     |     |     | 2,4 | 73  | 10,4 |
| ЧЕ 1983                                                                                 | 7  |      |       |      |       |      |      |      |       |      |     |     |     |     |     |     |     | 3,4 | 111 | 15,9 |
| ЧМ 1986                                                                                 | 10 |      | 28/37 | 75,7 |       |      |      |      |       |      |     |     |     |     |     |     |     | 2,6 | 173 | 17,3 |
| ЧЕ 1987                                                                                 | 8  |      |       |      |       |      |      |      |       |      |     |     |     |     |     |     |     | 3,5 | 101 | 12,6 |
| ЧЕ 1989                                                                                 | 5  |      |       |      |       |      |      |      |       |      |     |     |     |     |     |     |     | 2,8 | 67  | 13,4 |
| ЧМ 1990                                                                                 | 8  |      | 56/74 | 75,7 |       |      |      |      |       |      |     |     |     |     |     |     |     | 2,6 | 208 | 26,0 |
| ЧЕ 1991                                                                                 | 5  |      |       |      |       |      |      |      |       |      |     |     |     |     |     |     |     | 4,2 | 99  | 19,8 |
| ЧЕ 1993                                                                                 | 9  |      |       |      |       |      |      |      |       |      |     |     |     |     |     |     |     | 2,6 | 174 | 19,3 |
| ЧМ 1994                                                                                 | 8  | 30,5 | 34/83 | 41,0 | 25/54 | 46,3 | 9/29 | 31,0 | 11/19 | 57,9 | 1,3 | 2,5 | 3,8 | 2,0 | 1,9 | 1,0 | 0,0 | 2,3 | 208 | 26,0 |
| ЧЕ 1995                                                                                 | 9  | 28,7 | 25/58 | 43,1 | 17/29 | 58,6 | 8/29 | 27,6 | 22/30 | 73,3 | 0,7 | 2,8 | 3,4 | 3,3 | 0,8 | 0,6 | 0,0 | 2,6 | 80  | 8,9  |
| ОИ 1996                                                                                 | 8  | 17,0 | 12/24 | 50,0 | 9/18  | 50,0 | 3/6  | 50,0 | 5/8   | 62,5 | 0,9 | 1,3 | 2,1 | 2,6 | 1,0 | 1,0 | 0,0 | 1,0 | 32  | 4,0  |
| Наведите курсор мыши на аббревиатуры в заголовке таблицы, чтобы прочесть их расшифровку |    |      |       |      |       |      |      |      |       |      |     |     |     |     |     |     |     |     |     |      |

### Европейские кубковые турниры
| Евролига 1991/2                                                                         | Арис         | 5  | 33,4 | 10,0 | 51,6 | 11,1 | 85,7 | 4,0 | 3,2 | 3,0 | 0,0 | 3,6 | 10,0 |
| Европейский кубок 1992/3                                                                | Арис         | 11 | 34,3 | 15,4 | 48,6 | 45,8 | 68,9 | 2,1 | 3,7 | 2,0 | 0,0 | 1,9 | 2,1  |
| Кубок Корача 1993/1994                                                                  | Паниониос    | 13 | 37,0 | 17,0 | 58,4 | 45,2 | 68,8 | 3,7 | 3,4 | 3,2 | 0,0 | 3,0 | 2,8  |
| Евролига 1994/5                                                                         | Панатинаикос | 20 | 33,0 | 9,3  | 46,4 | 33,8 | 70,7 | 3,5 | 2,8 | 2,6 | 0,0 | 0,8 | 2,2  |
| Евролига 1995/6                                                                         | Панатинаикос | 21 | 23,6 | 5,7  | 63,3 | 34,5 | 69,2 | 1,9 | 1,6 | 2,1 | 0,0 | 0,7 | 1,5  |
| Наведите курсор мыши на аббревиатуры в заголовке таблицы, чтобы прочесть их расшифровку |              |    |      |      |      |      |      |     |     |     |     |     |      |

## Тренерская карьера
Долго отдыхать после окончания игровой карьеры Яннакису — бывшему капитану греческой сборной — не дали. Уже в 1997 году ему поступило предложение из «Лос-Анджелес Клипперс», но он решил остаться в Греции. Став главным тренером национальной команды, Яннакис привёл её в полуфинал чемпионата Европы, где греки проиграли будущим чемпионам — сборной Югославии, а через год повторил этот результат, с точностью до последнего противника, уже на чемпионате мира.
В дальнейшем Яннакис, расставшись со сборной, начал тренировать греческие баскетбольные клубы. Проведя один сезон с «Паниониосом», в декабре 2002 года он подписал контракт с клубом «Марусси», который в дальнейшем вывел в финал Евролиги ФИБА 2003/4, где команда проиграла в Казани местному «УНИКСу». Всего через месяц после этого он вторично возглавил сборную Греции в качестве тренера (сменив на этом посту ушедшего в парламент Янниса Иоаннидиса) и в следующие два года добился с ней значительных успехов. Вначале он выиграл с национальной командой чемпионат Европы 2005 года, став первым баскетболистом в истории, кому удалось это сделать и в качестве игрока, и в качестве тренера (на клубном уровне этого же добился ранее Светислав Пешич с «Босной» и «Барселоной»). Через год на чемпионате мира Яннакис привёл греческую команду к сенсационной победе в полуфинале над американцами и первым в её истории медалям мирового первенства. Он продолжал тренировать национальную сборную до 2008 года, когда в четвертьфинале олимпийского турнира в Пекине греки проиграли будущим бронзовым призёрам — аргентинцам.
Ещё тренируя сборную, в феврале 2008 года Яннакис был приглашён в качестве главного тренера в «Олимпиакос», заняв место уволенного израильтянина Пини Гершона. В свой первый полный сезон с «Олимпиакосом» он довёл команду до первого за 12 лет Финала четырёх Евролиги, а на следующий год завоевал с ней первый за долгое время Кубок Греции и дошёл до финала Евролиги. Несмотря на эти успехи, по окончании сезона 2009/10 года «Олимпиакос» объявил о том, что Яннакис не останется на посту главного тренера. На протяжении почти двух лет Яннакис не тренировал нигде, несмотря на муссировавшиеся слухи о возвращении в сборную или контракте с мадридским «Реалом». Наконец в июне 2012 года было официально объявлено, что он возглавит французский клуб «Лимож» — первый в своей карьере клуб за пределами Греции.
29 апреля 2013 года был назначен главным тренером мужской сборной Китая. Ожидается, что Яннакис будет тренировать китайцев в течение четырёх лет, главной целью названа усиленная подготовка команды к Олимпийским играм 2016 года.